# Bipinnula fimbriata
Bipinnula fimbriata là một loài thực vật có hoa trong họ Lan. Loài này được (Poepp.) I.M.Johnst. mô tả khoa học đầu tiên năm 1929.

## Hình ảnh

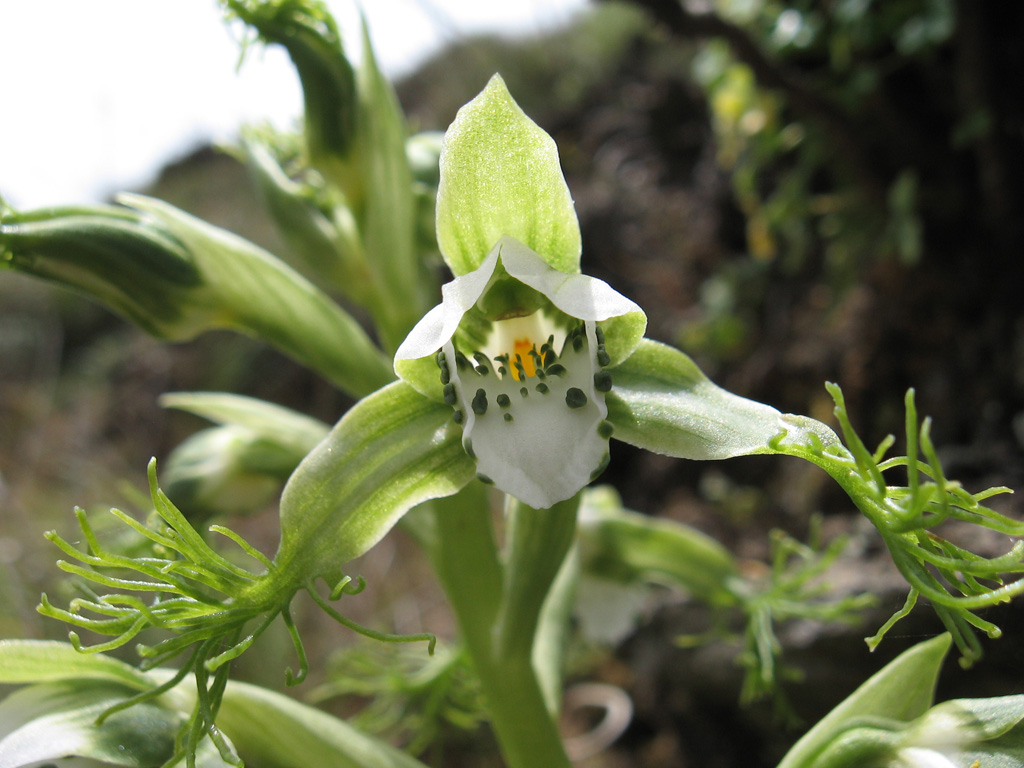
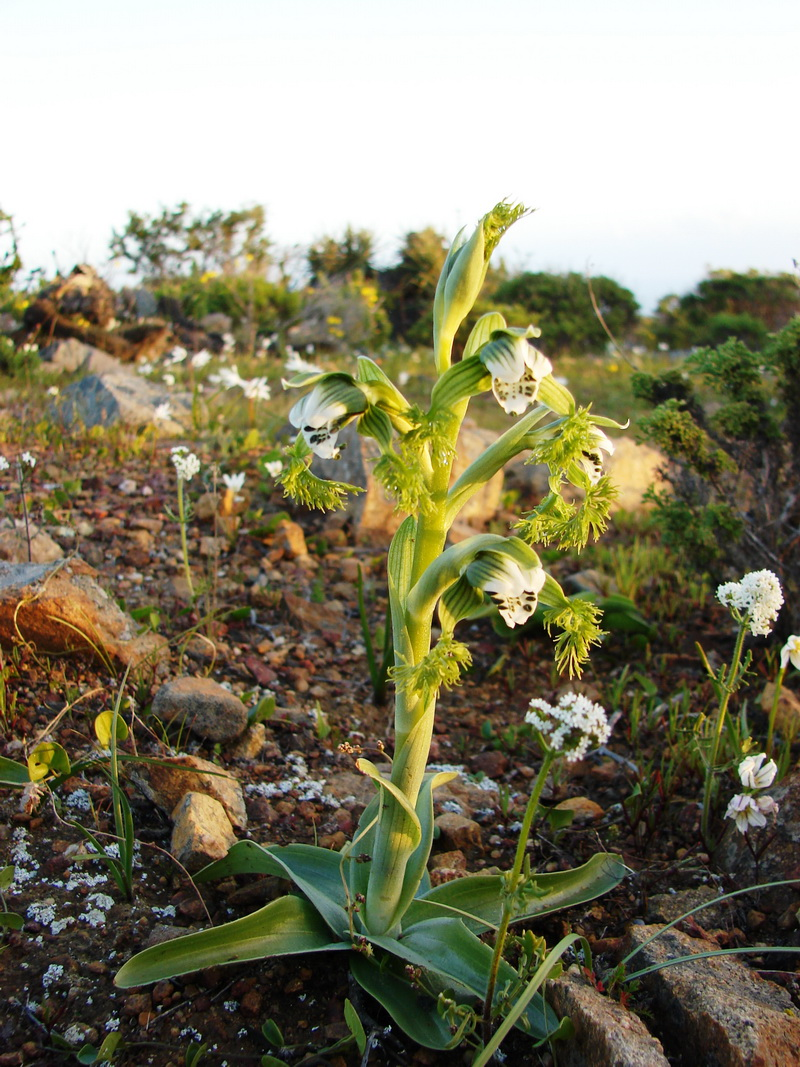